# Luis Arce Gómez
Luis Arce Gómez (Sucre, Bolivia, 10 de junio de 1938-La Paz, 30 de marzo de 2020) fue un militar y político boliviano que ocupó el alto cargo de Ministro del Interior de Bolivia desde el 18 de julio de 1980 hasta el 25 de febrero de 1981 durante el gobierno del presidente Luis García Meza Tejada. 
Desde 1964, Arce Gómez participó en actividades de golpes de estado y persecuciones políticas y desde 1981 en actividades de narcotráfico. En 1980 (a sus 42 años), Arce Gómez es posesionado como ministro del Interior de Bolivia (actual Ministerio de Gobierno) por el presidente de ese entonces Luis García Meza Tejada. Arce Gómez es recordado en la historia de Bolivia por su funesta célebre frase en la que pidió a los bolivianos estar "con el testamento bajo el brazo", como una forma de amenaza a la población boliviana de aquella época para que no se opongan al gobierno y e incumplan un decreto ley que redujo las libertades y los derechos de las personas a lo largo del tiempo.[cita requerida]

## Biografía
Luis Arce Gómez nació el 10 de junio de 1938 en la localidad de Sucre (Bolivia) Sucre, en la provincia Samuel Oropeza en el departamento de Chuquisaca. Fue hijo del militar Luis Arce Pacheco. Comenzó sus estudios escolares en 1944, saliendo bachiller en la ciudad de Sucre el año 1955. Es primo hermano, por parte de madre, de Roberto Suárez Gómez, conocido como el "Padrino" de la mafia del narcotráfico boliviano. 
En 1955 (a sus 17 años), Luis Arce Gómez ingresa al Colegio Militar del Ejército (COLMIL). Se graduó como subteniente de ejército el año 1959. En 1960 es acusado de haber supuestamente violado a una de las hijas de sus superiores por lo que es dado de baja, siendo expulsado definitivamente del ejército por indisciplina. 
Ante la adversidad y ya como civil, Arce Gómez se vio obligado a ganarse la vida como pudo. Desde 1960 hasta 1964, comenzó a trabajar como fotógrafo de diferentes "acontecimientos sociales" en el diario católico Presencia de la ciudad de La Paz. Durante su tiempo de fotógrafo civil, sus compañeros de la prensa lo conocían como el "Malavida", debido al desorden y la disipación en que vivía.
Murió a los ochenta y dos años en el Instituto Nacional del Tórax, en La Paz, Bolivia, el lunes 30 de marzo de 2020  a causa de un choque séptico, enfermedad renal crónica y diabetes mellitus tipo 2.

## Reincorporación al Ejército y Actividades de golpe de Estado
En noviembre de 1964, el general René Barrientos Ortuño realizó un golpe de Estado al presidente constitucional de Bolivia de ese entonces Víctor Paz Estenssoro, instalandose en el país las dictaduras militares. Como muchos otros personajes, Luis Arce Gómez participó en este golpe, lo que le valió su reincorporación a las filas del Ejército, pero esta vez con el grado de capitán, especializado en explosivos.
En 1969, Luis Arce Gómez asciende al grado de mayor. Ese mismo año, el general Alfredo Ovando Candía realiza un golpe de Estado contra Luis Adolfo Siles Salinas, que desde la muerte de René Barrientos, se encontraba como presidente interino de Bolivia de aquel entonces. Durante este periodo, Luis Arce Gómez aparece al lado de Alfredo Ovando Candia como jefe de Seguridad del Palacio Quemado. Durante el año que permanece en este puesto se producen varios asesinatos políticos. Entre las víctimas están el director del diario Hoy, Alfredo Alexander, y su esposa, en cuyo dormitorio se instaló una bomba de relojería enviada como un paquete de regalo, lo cual requería de conocimientos de explosivos.
A su caída, en 1970, Ovando se lo llevó apresuradamente consigo a su exilio en España. Ahí le consiguió una beca y lo inscribió en la Escuela de Estado Mayor. Arce Gómez permaneció en España hasta 1974.
De regreso a Bolivia retoma su carrera militar e incursiona en una nueva actividad: el tráfico de drogas, la cocaína en particular.
En enero de 1980, junto al futuro dictador Luis García Meza, confecciona una lista negra con 115 personas, que debían ser eliminadas antes de la insurrección armada que les llevaría al poder. En ella figuraban dirigentes políticos y sindicales, militares, intelectuales, sacerdotes y periodistas.
Tras el triunfo del golpe del 17 de julio de 1980, asume el Ministerio del Interior y se convierte, de hecho, en el "hombre fuerte" del régimen dictatorial.

## Actividades de narcotráfico
Estuvo involucrado en narcotráfico y fue extraditado a los EE. UU. donde estuvo preso durante varios años, condenado por narcotráfico, hasta el de 9 de julio de 2009, cuando fue expulsado hacia Bolivia. Estuvo preso en el penal de Chonchocoro, en los Andes bolivianos, donde terminaría de cumplir su condena, hasta su muerte.Con su primo, el ganadero Roberto Suárez Gómez, en esta actividad ilegal, van propulsar  la transformación,  de un escala productiva artesanal a industrial, y abriéndola  así al mercado del Boom Internacional de la cocaína.

## Condena en Bolivia
Tras el juicio al que fue sometido en Bolivia fue sentenciado por diversos delitos graves:
- Alzamiento armado y organización e integración de grupos irregulares, con la pena de 30 años de presidio.

- Delitos contra la libertad de prensa, con la pena de 3 años de reclusión.

- Asesinato, sancionado con 30 años de presidio, sin derecho a indulto.

- Genocidio de la calle Harrington de Sopocachi, donde murieron asesinados algunos miembros de la Dirección Nacional Clandestina del MIR,[4] con la pena de 20 años de presidio y 500 días de multa.

Por las mismas razones citadas en el caso precedente, se condena a Luis Arce Gómez a la pena de 30 años de presidio, sin derecho a indulto, que debe cumplir en el penal de Chonchocoro, pena que empezó a contarse desde julio de 2009.

## Implicación en casos de desaparecidos
Se le acusa por su participación en casos que condujeron a la desaparición de personas contrarias al régimen militar:
1. Juan Aramayo Vallejos
2. Ariel Valdivieso
3. Bernardino Félix Cazas Rojas
4. Julio Condori Chura
5. Julio César Delgado Echenique
6. Gregorio Escalera Mendoza
7. Carlos Flores Bedregal
8. Carlos Gutiérrez Gutiérrez
9. Miguel Huarachi Mamani
10. Carmelo Lima Mamani
11. Ernesto Florencio Laime Choque
12. Ester Tita Manzano Coronado
13. José Luis Martínez Machicado
14. Ludgardo Medrano Sanjinez
15. Octavio Mendoza Arismendi
16. Francisco Poma Mamani
17. Marcelo Quiroga Santa Cruz
18. Freddy Quisbert Montes
19. Elías Raphael Flores
20. Eduardo Rodríguez Mattos
21. Germán Terceros Gutiérrez
22. René Chalco Sánchez
23. Renato Ticona Estrada
24. Ángel Remigio Tarquino Sánchez
25. Ademir Villegas Landívar
26. Ismael Torres
27. Gualberto Vega
28. Juan José Villegas Magne

## Posible implicación en otros hechos delictivos durante la dictadura
- Asesinato del padre Luis Espinal Camps, director del semanario Aquí, en marzo de 1980.
- Atentado con explosivos contra el domicilio de Aníbal Aguilar Peñarrieta, también en 1980.
- Atentado con explosivos contra el semanario Aquí. Acallan las radios Fides y Panamericana.
- Amenazas permanentes y seguimientos contra dirigentes políticos y sindicales.
- Toma de la COB, asesinato de Marcelo Quiroga Santa Cruz, Carlos Flores y Gualberto Vega.
- Asalto al Palacio Quemado y apresamiento de los ministros de la presidenta Lidia Gueiler.
- Masacres sangrientas en centros mineros como en Caracoles, Catavi y Uncía.
- Masacre a dirigentes del partido MIR en la calle Harrington. Murieron 8 personas.

El exmilitar, en una declaración, anunció que revelaría todo lo que sabe sobre estos y otros hechos, una vez llegado a Bolivia.[cita requerida]
1. ¿Quiénes secuestraron, torturaron y acribillaron al padre Luis Espinal?
2. ¿Dónde están los restos de Marcelo Quiroga Santa Cruz?
3. ¿Quiénes fueron los autores materiales e intelectuales del asesinato de Quiroga Santa Cruz?
4. ¿Cuál es el paradero de los restos de Carlos Flores Bedregal?
5. ¿Por qué Mario Rolón Anaya fue el Canciller de Luis García Meza?
6. ¿Qué relación tenía con el expresidente Hugo Bánzer Suárez ?
7. ¿Cuál fue la relación del gobierno de entonces con ADN y el MNR?
8. ¿Quiénes fueron los que ordenaron, planificaron y ejecutaron el asesinato de dirigentes del MIR en la calle Harrington de La Paz?
9. ¿Cuál fue la relación del gobierno de Luis García Meza con los grupos neonazis, entre ellos con Klaus Barbie, alias Altmann, con militares argentinos y con las bandas de narcotraficantes ubicadas entonces en el oriente del país?
10. ¿Quiénes instruyeron y ejecutaron el asalto a la Central Obrera Boliviana el 17 de julio de 1980?